# Lucio Turcio Aproniano Asterio
Lucio Turcio Aproniano Asterio (in latino: Lucius Turcius Apronianus (signo) Asterius; fl. 342–362) fu un politico dell'Impero romano, membro dell'aristocratica gens Turcia.

## Biografia
Nipote di Lucio Turcio Secondo, figlio di Lucio Turcio Aproniano e fratello di Lucio Turcio Secondo Asterio, fu questore, pretore e membro del collegio dei quindecemviri sacris faciundis, e dunque pagano, forse tradizionalista. Nel 342 era corrector (governatore) di Tuscia et Umbria; quattro anni più tardi, il senato locale di Spoletium e quello di Lucca decisero di erigergli due statue, probabilmente nella sua casa sull'Esquilino.
Tra il 362 e il 364 fu praefectus urbi di Roma. Nel 362 fu inviato – insieme a Clodio Ottaviano, Aradio Rufino e Volusio Venusto – dal Senato romano ad Antiochia di Siria presso l'imperatore Giuliano, che lo nominò prefetto. Durante il suo mandato prese dei provvedimenti sulla distribuzione del cibo che riuscirono a garantire un'inusuale abbondanza di vettovaglie; fu un giudice severo, particolarmente rigoroso con gli avvelenatori e gli stregoni, forse perché attribuiva ad uno stregone la perdita di un occhio avvenuta durante il viaggio di ritorno dalla Siria; il 19 marzo 363, durante la sua magistratura, bruciò il tempio di Apollo Palatino.